# La République des Trompettes
Pour plus de détails, voir Fiche technique et Distribution.
La République des Trompettes (La Repubblica delle Trombe) est un film réalisé par Stefano Missio, sorti en 2006.

## Synopsis
Employée par l'armée pour charger l'ennemi à la guerre, la trompette a perdu aujourd'hui sa connotation militaire et elle est devenue une partie importante de la vie du peuple serbe : on joue de la trompette pour la naissance d'un bébé, pour la pendaison de crémaillère et enfin, pour accompagner un défunt dans son voyage ultime.

## Production
Tourné dès 2001, pendant trois mois, répartis sur 5 ans, est une auto-production de Stefano Missio et Alessandro Gori. Pendant le tournage, le documentaire avait le nom de This Is Our Life.

## Fiche technique
- Titre : La République des Trompettes
- Titre original : La Repubblica delle Trombe
- Titre serbe : Трубачка Република (Trubačka Republika)
- Chef opérateur : Stefano Missio
- Ingénieur du son : Alessandro Gori
- Monteur : Marco Perez
- Pays d'origine : Italie
- Langue : serbe
- Format : couleur
- Durée : 47 minutes